# Campeonato Mundial de Corta-Mato de 2009

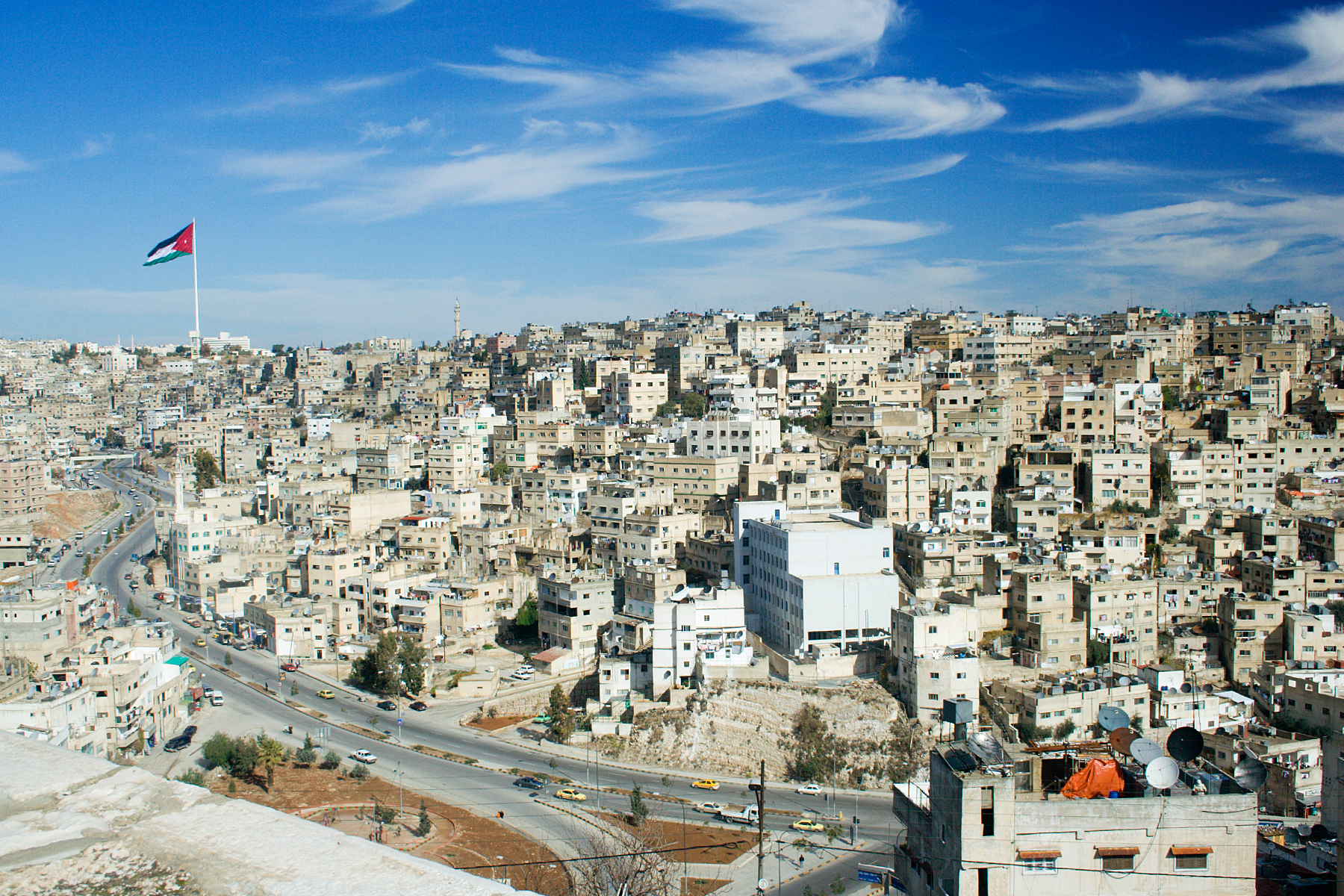
Vista de Amman, na Jordânia, a cidade-sede

O 37º Campeonato Mundial de Corta-Mato foi realizado no  Al Bisharat Golf Course em Amman, Jordânia, em 28 de março de 2009. Quatro corridas foram realizadas, uma masculina, uma feminina, uma júnior masculina e uma júnior feminina. Todas as corridas foram compostas por competições individual e por equipe. Amman também é apenas a segunda ocasião em que a Ásia foi sede do Campeonato Mundial de Corta-Mato, que é o evento mais antigo da Série de Atletismo Mundial da IAAF.